# Тријас
Тријас је геолошко доба која обухвата време од око пре 245 до око пре 202 милиона година. Као прва периода мезозоика, тријас се јавља након перма, а пре јуре. И почетак и крај тријаса су обележени масовним изумирањем. Масовно изумирање којим је завршен период тријаса је однедавно јасније детерминисано, али, слично као и с многим другим геолошким периодама, наслаге стена које одређују почетак и крај су јасно идентификоване, док почетак и крај сваке периоде варира за неколико милиона година.
Карактеристичне наслаге тријаса су црвени пешчари и евапорати који сугеришу постојање топле и суве климе. Нема никаквих доказа о глацијацији; по ономе што се може закључити, није било леденог покрова нигде на копну. Суперконтинент Пангеа се почео раздвајати током тријаса, али се још није распао; ипак су забележене прве поморске наслаге које сведоче о првом раседу, којим је раздвојен Њуџерси од Марока, те се датирају у касни тријас. Због ограничене обале суперконтиненталне масе, морске наслаге тријаса су релативно ретке у свету, упркос њиховом присуству у Западној Европи, где се тријас први пут проучавао. У Северној Америци, на пример, морске наслаге су ограничене на неколико локација у западном делу. Тако је стратиграфија тријаса углавном темељена на организмима који су живели у лагунама или високо-сланим стаништима, као Estheria ракови.
Током тријаса је и морски и копнени живот показао адаптивну радијацију која је почела од нагло осиромашене биосфере која је била последица пермско-тријаског изумирања. Корали групе hexacorallia су се први пут појавили. За прве цветњаче (Angiosperme) се верује да су еволуирале за време тријаса, исто као и први летећи кичмењаци, птеросаури.

## Назив
Назив тријас је први пут употребио 1834. године Фридрих фон Алберти, како би описао три различита слоја (trias на латинском значи три): црвене наслаге, изнад којих се налази креда, и црни шкриљац шејлови - те наслаге, пронађене у Немачкој и Северозападној Европи, су познате као 'тријас'.

## Подела
Тријас се обично дели на епохе: доњи (рани) тријас, средњи тријас и горњи (касни) тријас. Фауналне фазе од најмлађе до најстарије су:
| Периода               | Епоха    | Век         | Почетак (Ma) | Крај (Ma) |
| --------------------- | -------- | ----------- | ------------ | --------- |
| Тријас                |          |             |              |           |
| Горњи тријас          | Ретиј    | 203,6 ± 1,5 | 199,6 ± 0,6  |           |
| Горњи тријас          | Нориј    | 216,5 ± 2,0 | 203,6 ± 1,5  |           |
| Горњи тријас          | Карниј   | 228,0 ± 2,0 | 216,5 ± 2,0  |           |
| Средњи тријас         | Ладиниј  | 237,0 ± 2,0 | 228,0 ± 2,0  |           |
| Средњи тријас         | Анизиј   | 245,0 ± 1,5 | 237,0 ± 2,0  |           |
| Доњи тријас (скитски) | Оленекиј | 249,7 ± 0,7 | 245,0 ± 1,5  |           |
| Доњи тријас (скитски) | Индиј    | 251,0 ± 0,4 | 249,7 ± 0,7  |           |

## Тектоника
На основу геолошке интерпретације, верује се да су у време тријаса постојала два континентална блока - Лауразија и Гондвана, који су били раздвојени Тихим океаном и Тетисом. Кроз целу периоду одигравала се регресија, која је започела у палеозоику, па због тога, тријаске наслаге на овим континенталним блоковима или одсуствују, или су представљени континенталним, теригеним творевинама са евапоратима и угљем. У одређеним фазама море је залазило у ове области и вршило ингресију, која је најчешће обележавана пакетима седимената са типично морском фауном.
У тријасу се активирају стари и јављају нови дубоки рифтови дуж којих је долазило до растезања Земљине коре. Гондвана се под утицајем ових разлома и активирањем накнадних рифтних процеса раздваја на Афричко - Бразилијанско и Аустрало - Индо - Мадагаскарско копно. Истовремено, по овим разломима јављала се врло јака вулканска активност са продуктима базичне и киселе магме. У Тетису, крајем тријаса, одиграла се старокимријска фаза алпске орогенезе, која је била праћена утискивањем и изливањем магматских стена.

## Клима
Клима у тријасу је била сува, што је био тренд који је почео у касном карбону. Била су, сасвим јасно, изражена годишња доба, поготово у унутрашњости континента. Низак ниво мора је такође погодовао екстремним температурама. Вода је деловала као стабилизатор, због своје велике специфичне топлоте, па је копно у близини великих водених маса, поготово океанских, имало мање температурних варијација. С обзиром на то да је већи део копна био удаљен од океана, температуре су се често драстично мењале, па се унутрашњост континената вероватно састојала од великих пустиња. Докази у облику црвених седимената и евапората, подржавају овакав закључак.
Наслаге у области Тетиса одликују се широком распрострањеношћу карбонатних наслага са многобројним коралима, алгама и евапоратима. Према неким истраживањима, палеотемпература морске воде у рејону Алпа била је око 21,5 °C, док је у Северном мору била знатно мања, и кретала се око 14 °C.

## Развој органског света
Изумирање већине познатих палеозојских животињских врста на крају палеозоика створило је услове за развој нових. Најбројнији бескичмењаци у морима тријаса свакако су били амонити. Они су доживели процват (развијали се све брже и задобијали све сложенију структуру) тако да је током тријаса постојало доста нових врста, поред преживелих пермских. У тријасу је било познато око 450 родова, са више од 2900 врста амонита. Фосили амонита представљају карактеристичне фосиле за целу мезозојску еру, јер имају мало вертикално, а велико хоризонтално распрострањење (живели су, у геолошком смислу, релативно кратко, али су насељавали велике морске површине). Такође, много већи значај него раније имају и друге групе мекушаца, јер се број њихових родова повећао у односу на палеозоик. Шкољке у тријасу имају веома велики значај и доживљавају прави процват, о чему говори појава преко 2000 родова и врста.
Од морских кичмењака заступљени су плакодонти. Њих карактеришу плочасти зуби распоређени по непчаним костима. Хранили су се молускама са тврдом љуштуром. Достизали су величине и до 2,5 метара. Парни екстремитети су им били преображени у весла. Тријаски плакодонти су били без оклопа, са високом лобањом и широком њушком.
Међу копненим кичмењацима почињу да доминирају гмизавци. Они се прилагођавају различитим начинима живота у процесу адаптивне радијације. Међу најуспешнијим гмизавцима икада, свој развој у тријасу започињу и диносауруси, највеће животиње које су икада ходале Земљом. Група диносауруса је постојала у распону 150 Ma, и за то време је еволуирало много врста. Дефинитивно су изумрли крајем креде.
Од великог значаја је и почетак развоја првих сисара, који су се на Земљи појавили пре око 200Ма. Они су били мали као данашњи мишеви или пацови. Ови први сисари хранили су се инсектима, различитим ларвама, па и малим гмизавцима. Ловили су ноћу. Од раних синапсида је прво еволуирала група са грађом која је отприлике на средини између рептилске и сисарске — терапсиди. Затим су од терапсида настали прве монотремате (сисари са клоаком), па торбари и сисари.

## Флора Тријаса
Велике тресетне ликоподе, сфенопсиде и дрволике папрати, које су се размножавале спорама и због тога им је требало влажно станиште, нису најбоље успевале у сувој тријаској клими. У вегетацији је преовлађивало зимзелено дрвеће (четинари и друге голосемењаче). Упркос томе што је постојала једна јединствена копнена маса, тријаске копнене заједнице живог света биле су врло „провинцијалног” карактера, вероватно због климатских а не географских фактора: монсуни и изразита годишња доба услед симетричног положаја Пангее преко екватора.
Биљно-животињске заједнице се деле на северну, лауразијску, и јужну, гондванску провинцију, уз неколико преклапања, нпр. у Индији, где се гондванска флора јавља са лауразијским (копненим) четвороношцима. Та подела је израженија у биљном него у животињском свету.